# Наръш
 Тази статия е за селото в Солунско.  За града в Атика вижте Неа Филаделфия.  
На̀ръш (на гръцки: Νέα Φιλαδέλφεια, Неа Филаделфия, до 1927 година Νάρες, Нарес, до 1967 година Φιλαδελφειανά, Филаделфиана) е село в Република Гърция, в дем Даутбал, област Централна Македония с 826 жители (2001).

## География
Селото е разположено в Солунското поле на десния бряг на река Галик (Галикос), близо до южния бряг на Горчивото езеро (Пикролимни). Отдалечено е от Солун на около 20 километра в северна посока.

## История
Край Наръш е открит Наръшкият надпис – български граничен надпис върху каменна колона от началото на X век от времето на цар Симеон.

### В Османската империя
В края на XIX век Наръш е чисто българско село в Солунска каза на Османската империя. Александър Синве („Les Grecs de l’Empire Ottoman. Etude Statistique et Ethnographique“), който използва гръцки данни, в 1878 година пише, че в Нарос (Naros) живеят 42 гърци. Според статистиката на Васил Кънчов („Македония. Етнография и статистика“) от 1900 година селото брои 200 жители, всички българи християни.
По данни на секретаря на екзархията Димитър Мишев („La Macédoine et sa Population Chrétienne“) в 1905 година селото (Nariche) има 168 българи екзархисти.

### В Гърция
По време Балканската война в 1912 година в селото влизат гръцки части, а след Междусъюзническата l 1913 Наръш попада в Гърция. Българското му население се изселва и на негово място са настанени гърци бежанци. В 1926 година името на селото е сменено на Филаделфиана. Според преброяването от 1928 година Наръш е смесено бежанско село със 106 бежански семейства и 339 души. В 1967 година селото е прекръстено отново на Неа Филаделфия по гръцкото име на Алашехир.
| Име     | Име     | Ново име | Ново име | Описание                            |
| ------- | ------- | -------- | -------- | ----------------------------------- |
| Мастака | Μάστακα | Ктима    | Κτήμα    | местност на СЗ от Наръш             |
| Наръш   | Νάρες   | Корифи   | Κορυφή   | възвишение на СИ от Наръш (140,8 m) |